# 蘇克雷 (桑坦德省)

蘇克雷（西班牙語：Sucre），是哥倫比亞的城鎮，位於該國東北部桑坦德省，距離布卡拉曼加280公里和首都波哥大320公里，始建於1892年8月3日，面積607平方公里，2008年人口8,842。
5°55′23″N 73°47′42″W / 5.923°N 73.795°W